# Діяння Карла Великого
Діяння Карла Великого (лат. Gesta Caroli Magni) — історичний твір, присвячений правлінню франкського імператора Карла Великого. Твір написаний у 884-887 роках у Санкт-галленському монастирі ченцем Ноткером Заїкою на прохання франкського імператора Карла III Товстого.

## Передісторія написання
У грудні 883 року Карл III Товстий (останній з Каролінгів, що об'єднав під своєю владою всі колишні володіння свого прадіда Карла великого) відвідує Санкт-Галленський монастир, де попросив Ноткера Заїку (одного із найвченіших ченців монастиря) написати твір про діяння Карла Великого.
Письмовими джерелами для Ноткера слугували праця псевдо-Ейнгарда, «Королівські аннали» і деякі інші твори. Однак основний фактичний матеріал він запозичив з усних легенд, що склалися у його час навколо особистості імператора Карла Великого. 

## Структура і характеристика твору
«Діяння Карла Великого» мають три книги (з яких збереглися тільки перші півтори) і висвітлюють церковну діяльність Карла, його воєнні подвиги, приватне життя. Підґрунтям для першої книги Ноткера стали розповіді його вчителя Варінберта, для другої — розповіді батька Варінберта, старого дружинника Карла Великого, для третьої — розповіді ще якоїсь неназваної особи. Матеріал цих розповідей розміщений у «Діяннях» без будь-якої історичної послідовності, автор не звертає увагу на хронологію і навіть рідко називає імена осіб, про яких говорить, наприклад, «Був якийсь священник ...». Склад твору живий і легкий, зберігає явні сліди усного просторіччя і дуже несхожий на вчену мову інших творів Ноткера. Часто, особливо в першій книзі, розповіді мають сатиричний відтінок: у суперництві монастирів та єпископату, що заповнює все IX століття, чернець Ноткер твердо стоїть на боці перших і з любов'ю описує, як Карл Великий викривав і карав невігластво, пихатість і розбещеність білого духовенства. Образ Карла Великого в «Діяннях» надзвичайно героїзовано та ідеалізовано: це вже не історична особа, а персонаж народної легенди, ідеальний правитель, справедливий, мудрий, добросердий і грізний для ворогів, осереддя всіх чеснот, як християнських, так і військових. Цим і цікаві «Діяння Карла Великого» для дослідників: не як історичне джерело, а як відображення народного уявлення про Карла Великого, як відгомін усного переказу IX століття. Ноткер дає нам чудову картину культури й побуту своєї епохи, зображує Карла за уявленнями його найближчих нащадків. «Діяння Карла Великого» користувалися успіхом аж до XI століття, коли на зміну їм прийшли сказання про Карла ще фантастичнішого характеру.